# ヘルマン・ケステン
ヘルマン・ケステン（Hermann Kesten、1900年1月28日 - 1996年5月4日）は、ドイツの小説家、劇作家、詩人。

## 略歴
ニュルンベルクにユダヤ人商人の子として生まれる。フランクフルトで哲学を学び、左翼系出版社の編集員となる。ヒトラーが政権をとると、1940年にアムステルダムを経てアメリカ合衆国に亡命、のち市民権を取得。ドイツ・ペンクラブ会員であり、1972年から1976年までは会長を務めた。1974年ゲオルク・ビューヒナー賞受賞。皮肉と風刺とユーモアに富む作品で知られる。『ヨーゼフは自由を求める』Josef sucht die Freiheit (1927) は第一次世界大戦後の貧困のなかの少年を描き、クライスト賞を受けた。ほかに『ゲルニカの子供たち』 Die Kinder von Gernika (1938) など多数の小説、伝記『カザノバ』(1952) 、回想的作家論『わが友、詩人たち』 (1953) がある。

## 日本語訳
- 『ヨゼフの誕生日』小松太郎訳 六興出版社 1951
- 『異国の神々』(二十世紀文学選集) 小松太郎訳 河出書房 1952 のち角川文庫
- 『性にめざめる頃 ヨーゼフは自由を求めてゐる』角川文庫 小松太郎訳 1953
- 『恋は皮肉』小松太郎訳 大日本雄弁会講談社 1957
- 『現代ドイツ作家論 わが友詩人たち』飯塚信雄訳 理想社 1959
- 『カザノーヴァ』(角川文庫)小松太郎訳 1963-1968